# Forstinning
Forstinning er en kommune i Landkreis Ebersberg i Regierungsbezirk Oberbayern i den tyske delstat Bayern.

## Geografi
Forstinning ligger i Region München i den nordlige del af landkreisen, og ved den nordlige kant af Ebersberger Forst. Følgende kommuner og områder grænser op til kommunen (med uret): i Landkreis Ebersberg er det Hohenlinden, Ebersberger Forst (ubeboet kommunefri område), Anzing og Markt Schwaben; i Landkreis Erding ligger Ottenhofen, Pastetten og Forstern.
Der er følgende landsbyer og bebyggelser i kommunen : Forstinning, Aich, Aitersteinering, Berg, Köckmühle, Kressiermühle, Moos, Neupullach, Niederried, Salzburg, Schußmühle, Schwaberwegen, Sempt, Siegstätt, Steffelmühle, Wagmühle, Wind og Wolfmühle.
- 14. juli 1894 blev Forstinning ramt af en tornado der medførte store skader.

- Komponisten Carl Maria von Weber boede en tid i Moos ved Forstinning.